# Delångersån
Delängersan – rzeka we wschodniej Szwecji o długości 155 km. Przepływa przez län Gävleborg. Powierzchnia jej zlewni wynosi 2007,7 km².